# Voie romaine en Corse
La Corse a été administrée par Rome pendant près de sept siècles, de sa conquête en 259 av. J.C. jusqu'aux invasions « barbares » des années 420-430 ap. J.C. Indéniablement, la romanisation nécessite des déplacements, des échanges et donc —de façon encore débattue— la construction ou l’aménagement de voies de circulation, de voies de communication. Pour autant, en l'absence de traces archéologiques convaincantes, l'existence d'une véritable voie romaine en Corse reste hypothétique.

## Les positions des historiens
Les historiens de la Corse sont dans leur ensemble réservés, voire négatifs, quant à l'existence de voies romaines en Corse. Ainsi Antoine Albitreccia écrit qu'« une incertitude règne au sujet des routes établies dans l’île » par les Romains. Pour Pierre Antonetti, « une vraie romanisation, ce sont des routes, de vraies routes carrossables, faites pour défier les siècles. Or sous cet angle aussi, le bilan est maigre ». 
Pour Philippe Léandri, il n'est pas certain que la mieux répertoriée des « voies romaines » de Corse soit comparable aux autres routes de l'Empire mais doit plutôt être un ensemble de pistes, parfois mieux conçues et entretenues aux abords de quelques cités, et qui relie Mariana à l'extrême sud de l'île. Cette ligne de communication a été utilisée un temps comme itinéraire vers l'Afrique, lié donc au Cursus publicus  d'époque impériale . Laurence et Jean Jehasse, eux, sont catégoriques : « les routes corses sont toutes modernes. Et si on cite des strada romana (parfois strada reale) (...), c'est à la fois vrai et faux (...): parce qu'il y a toujours eu des voies de pénétration vers l'intérieur (...). C'est par ces chemins, remontant au moins à l'Age du Fer, et réutilisés tout au cours du Moyen Age, que se faisaient l'exploitation forestière, parfois minière, et la transhumance. Mais les stations données au IIIe siècle par l'Itinéraire d'Antonin (...) sans aucun doute n'ont jamais été reliées entièrement par ces voies carrossables qu'on entend ailleurs par voies romaines. C'est qu'en dehors des accès transversaux de communications le transit s'effectuait essentiellement par mer ».
Pourtant Olivier Jehasse, dans une étude récente, affirme que « la lecture des textes anciens, les recherches dans la documentation historique et archéologique permettent de rassembler un certain nombre d’éléments qui assurent de la validité de l’existence de tels axes dans la Corse ancienne ».

## Les sources historiques
L'Itinéraire d'Antonin, élaboré en réalité sous Constantin, apparaît l'un des rares documents anciens concernant la Corse. Il comporte une liste de sites situés sur la façade orientale de l'île, avec indication de leurs distances mutuelles :
```
A Mariana Pallas mp CXXVI
Aleria           mp XL
Praesidio        mp XXX
Portu Favoni     mp XXX
Pallas           mp XXV 
[
6
]
```

Ce qui se lit de la manière suivante :
- De Mariana à Pallas, 126 milles[7]
- (de Mariana à) Aleria 40 milles,
- (d’Aleria à) Praesidio 30 milles,
- (de Praesidium au) Portus Favonus 30 milles et
- (du Portus Favonus à) Pallas 25 milles.

Il y a incertitude sur l'identification et la localisation de deux des localités mentionnées, et des incohérences sur les distances. Ainsi, René Rebuffat pense pouvoir localiser Praesidio dans la vallée du Tavignano à plusieurs dizaines de kilomètres de la côte, dans ce qui serait un diverticule de l'itinéraire principal. Jean Jehasse le place aussi dans l'intérieur, du côté de Vezzani, et Olivier Jehasse sur la commune de Serra-di-Fiumorbo. Quant à André Berthelot, il propose que « Praesidio et le Portus Favoni font double emploi », mais il ne précise pas pourquoi. De plus la distance de Mariana (bien identifiée) à Pallas (ou Palmas, ou Plalas, probablement voisine de Porto-Vecchio, ou de Bonifacio selon certains auteurs) est largement supérieure à la distance de Mariana à la pointe sud de l'île. O. Jehasse rappelle fort justement que, selon Raymond Chevallier, l'« itinéraire » d'Antonin est plus un « recueil de mansiones » (stations) qu'une description de voies existantes. Cette liste ne peut donc pas être prise telle quelle pour une description d'une voie romaine reliant effectivement ces localités.

## Les traces archéologiques
- Chaussées

Une voie romaine comportait une chaussée, pas nécessairement pavée, mais toujours installée sur un soubassement compact destiné à supporter le passage des charriots : à la base un radier de grosses pierres posées à plat au hasard suivie d’une couche de terre pour égaliser la surface raboteuse ; puis un rudus de cailloux concassés sur place calibrés et damés, puis sablés et compactés. Une via publica (voie de liaison entre cités) avait généralement une largeur de l'ordre de 6 à 10 mètres. De telles constructions résistaient bien à l'usage, et certains tronçons en ont été conservés en divers lieux jusqu'à nos jours. Mais « en Corse, vu l’état en date de 2008 des recherches archéologiques sur le monde romain, on ne peut connaître la structure physique des éventuelles voies romaines » (O. Jehasse).
- Tracés

Les voies romaines se caractérisaient par une grande rectitude. Pour Rebuffat, « La route moderne (entre Mariana et Aleria), au bas des collines, est probablement un tracé traditionnel, car elle suit tout naturellement la limite du terrain ferme et du terrain alluvial et l’Itinéraire a pu choisir ce parcours : aussi son indication est-elle vraisemblable, et il faut la retenir provisoirement sans l’entourer de trop de conjectures dans l’attente de vérifications plus précises et de rapprochement probants ». Pour O. Jehasse, « on peut considérer la voie antique comme étant parallèle au tracé de la route moderne ».

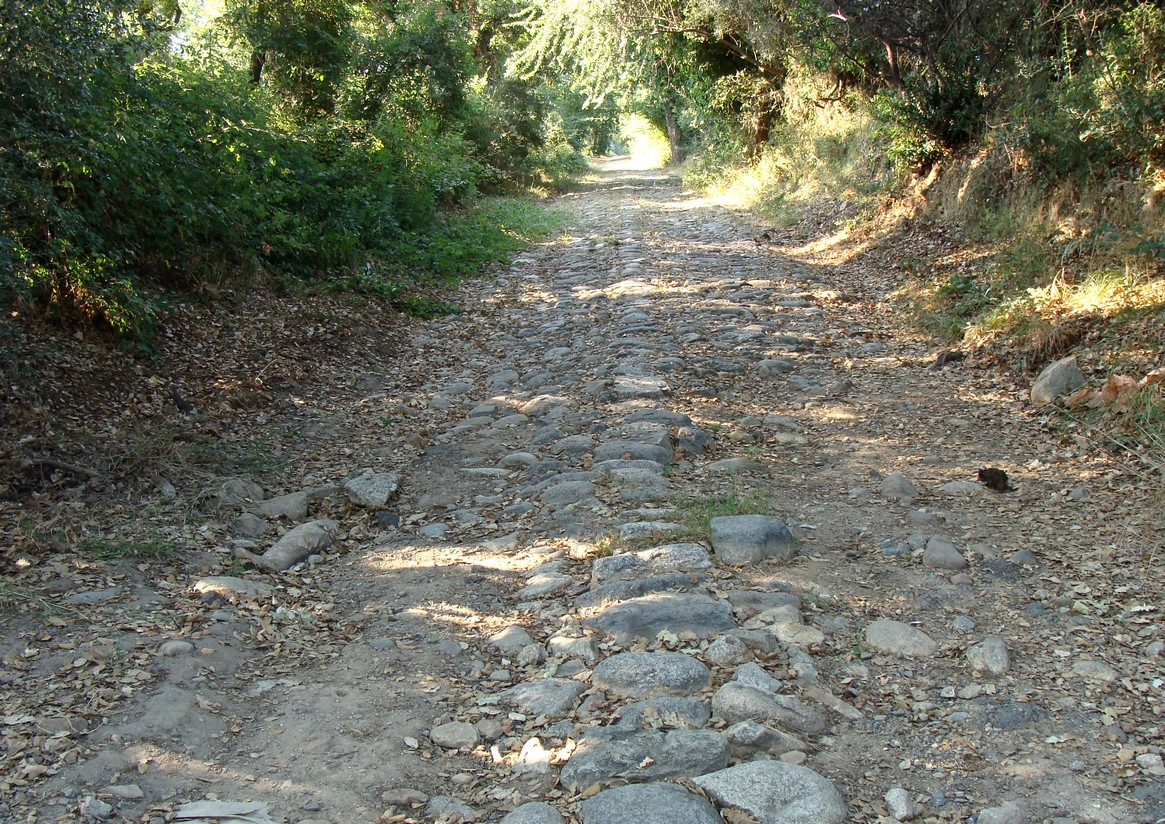
Le chemin dit « Strada romana soprana », au sud de la commune de Prunelli-di-Fiumorbo.

Dans la plaine de Prunelli-di-Fiumorbo deux chemins actuels portent, sur quelques centaines de mètres, le nom de Strada romana. Ils sont parallèles, dirigés approximativement nord-sud, l'un au pied des collines (Strada romana soprana, c'est-à-dire supérieure), l'autre à 2 kilomètres plus à l'est au voisinage des étangs (Strada romana sottana, c'est-à-dire inférieure). Ces voies, étroites, sont considérées par Olivier Jehasse comme « probablement secondaires ». Seule une étude archéologique permettrait d'assurer une datation et, peut être, de préciser leur fonction. 
Une tradition orale évoque aussi au nord de Porto-Vecchio une strada romana. « Malheureusement, reconnaît O. Jehasse, on ne peut identifier cette route romaine ni sur la carte IGN ni sur les cadastres ». Cette route « semble correspondre à celles conservées dans le Fium’Orbu, et sa localisation conduit à l’interpréter comme étant elle aussi une route secondaire. »
- Ponts

Les ponts romains comptent parmi les monuments les plus célèbres ; il s’agit de points de passage obligés, leur construction est liée souvent à des considérations d’ordre stratégique et économique. En Corse, entre Mariana et le sud de la côte orientale, le franchissement des cours d’eau est une nécessité, à cause de la présence de nombreux ruisseaux et de fleuves assez larges pour obliger à concevoir des moyens de franchissement à sec : Golo, Tavignano, Fiumorbo, Abatesco, Travo,... Mais aujourd’hui, pour O. Jehasse lui-même, « aucun vestige véritable n’a été recensé », si ce n'est semble-t-il près de Mariana, au lieudit I ponti, et sur le Fium'Alti. 
- Bornes milliaires

Monuments emblématiques des voies romaines, les bornes milliaires indiquaient les distances à parcourir, mais elles étaient aussi la marque, le long des routes, de la puissance romaine. On a retrouvé en Sardaigne près d’une centaine de milliaires. Les routes romaines sardes sont bien attestées et reconnues dans toute cette île. Par contre, aucune borne milliaire n’a été retrouvée dans la Plaine Orientale à ce jour.

## Les traces toponymiques
Selon François Melmoth, « les routes sont créatrices de mots. Partout où elles sont passées, elles ont laissé des noms aux villages ou aux lieux dits. Ainsi, les voies anciennes sont encore visibles sur nos cartes grâce aux toponymes qu’elles ont inspirés ». Le toponyme Migliarine, sur la commune de Castellare-di-Casinca, évoque une milliaire. De même Migliacciaru, sur la commune de Prunelli-di-Fiumorbu, connu comme carrefour important depuis l'antiquité. Outre les deux chemins désignés comme Strada romana à Prunelli, une rue de Ghisonaccia, un peu plus au nord, sur l'autre rive du Fiumorbo,  porte aussi le nom de Strada romana.

## Synthèse
Pour O. Jehasse, « les écrits de Strabon, les mentions du texte de Ptolémée et l’Itinéraire d’Antonin, ajoutés à une attention aux cadastrations et à la toponymie, quelques traditions orales et une recherche archéologique » permettent de conclure, « sans aucune hésitation, que la Corse possède un réseau routier organisé durant l’époque romaine ». « Mais, ajoute-t-il, on ne peut le retrouver facilement », « il subsiste encore des interrogations », et « la recherche sur les voies romaines en Corse ne fait que commencer ». De fait, les références historiques sont ambiguës, et les traces archéologiques, on l'a vu, quasiment inexistantes. La « voie romaine en Corse » reste problématique. On peut encore penser avec Antoine Peretti que « militairement, longer la côte orientale par mer est beaucoup plus sûr et rapide que de la traverser à pied ».

## Sources
- Olivier Jehasse et Frédérique Nucci, Les Voies romaines de Corse : Étude réalisée pour le compte de la Collectivité territoriale de Corse, programme Interres II : Les voies romaines en Méditerranée, Laboratoire de recherche d'histoire ancienne de l'université de Corse, 2000, 48 p. (lire en ligne [PDF]).
- René Rebuffat, « Les Stations corses de l’Itinéraire Antonin », Annales de la faculté des Lettres d’Aix, t. XLIII,‎ 1967.  Les références à cet ouvrage sont apportées par O. Jehasse dans son ouvrage référencé ci-dessus.
- Pierre Antonetti, 'Histoire de la Corse, Paris, Robert Laffont, 1990 (1re éd. 1973) (ISBN 2-221-06862-9).

- Philippe Leandri,Le Cursus publicus de Sardaigne-Corse: un itinéraire vers l'Afrique , BSSHNC 2001 N° 694-695).